# Lomaptera joallandi
Lomaptera joallandi är en skalbaggsart som beskrevs av Le Thuaut 2005. Lomaptera joallandi ingår i släktet Lomaptera och familjen Cetoniidae. Inga underarter finns listade i Catalogue of Life.